# Saint Petersburg (gioco da tavolo)
Saint Petersburg (chiamato anche Sankt Petersburg) è un gioco da tavolo creato da Michael Tummelhofer vincitore del prestigioso Deutscher Spiele Preis nel 2004.

## Ambientazione
All'inizio del XVIII secolo lo Zar Pietro I di Russia detto Il grande decide di edificare la sua nuova capitale, a cui dà il nome di San Pietroburgo, i giocatori impersonano i personaggi di corte che cercano di aiutare lo Zar nell'impresa.

## Descrizione
Ogni turno di gioco si compone di 4 fasi, ognuna di queste 4 fasi ha un mazzo di carte corrispondente, le fasi sono:
- Fase dei lavoratori (carte verdi, forniscono principalmente denaro)
- Fase dei palazzi (carte azzurre, forniscono principalmente punti vittoria)
- Fase dei nobili (carte arancioni, forniscono denaro, punti vittoria o entrambi)
- Fase dei miglioramenti (potenziamenti per i 3 precedenti tipi di carte)

Durante ognuna di queste 4 fasi si girano nuove carte e si fa un calcolo delle rendite. Si prendono dal mazzetto della fase corrispondente e si posizionano scoperte un numero di carte uguale a quello necessario ad arrivare ad 8 carte scoperte (quindi se ad esempio ci sono già 3 carte scoperte che restano dai precedenti turni sul tabellone se ne girano solo 5).
A quel punto i giocatori hanno la possibilità di svolgere a turno una delle seguenti azioni:
- Comprare una carta pagandone il costo in rubli e metterla nella propria area di gioco.
- Prendere in mano una carta, essa non viene pagata ma non fornisce nessuna rendita.
- Giocare una carta precedentemente presa in mano.
- Passare.

Quando tutti i giocatori hanno passato si procede con il conteggio delle rendite derivanti dalle carte relative alla fase in questione (e degli eventuali potenziamenti di quella tipologia) e si girano le carte del mazzetto seguente sempre fino ad arrivare ad 8 carte scoperte.
La carte dei potenziamenti hanno un costo variabile in quanto richiedono che venga scartata una carta dello stesso tipo e vengono pagate la differenza tra la carta scartata e il costo del potenziamento (ad esempio se si compra un potenziamento di valore 18 e si scarta una carta di valore 11 il costo del potenziamento sarà 18-11=7), inoltre la fase dei potenziamenti non ha un conteggio delle rendite in quanto questa tipologia di carte fornisce la rendita nella fase del colore di appartenenza.
Sono previsti anche dei metodi per ridurre carte uguali, quando uno dei mazzetti si esaurisce la partita è finita e il giocatore con più punti è il vincitore.

## Espansioni
Il gioco ha avuto un successo tale da convincere l'autore ad ideare e pubblicare due espansioni:
- 2005 - St. Petersburg: The Festival (nota anche come The Banquet): mini-espansione consistente in solo 12 carte aggiuntive, è stata allegata ad una rivista ed è stata distribuita ai partecipanti di alcune Convention e Fiere.
- 2008 - St. Petersburg: The New Society: espansione che aumenta il numero di giocatori da 4 a 5 e aggiunge 35 carte di vario tipo. È stata regolarmente messa in commercio da Hans im Glück e Rio Grande Games in una confezione contenente anche la precedente espansione (ribattezzata The Banquet).

## Premi e riconoscimenti
- 2004
  - International Gamers Award: Miglior gioco di strategia;
  - Premio À la Carte: Gioco di carte dell'anno: 2º classificato;